# 15531 Matusch
15531 Matusch eller 2000 AV99 är en asteroid i huvudbältet som upptäcktes den 5 januari 2000 av LINEAR i Socorro County, New Mexico. Den är uppkallad efter Brendon Franz Matusch.
Asteroiden har en diameter på ungefär 2 kilometer.